# トロイリ鉱
トロイリ鉱(Troilite、トロイライト)は、鉄の硫化鉱物である。

## 概要
化学組成はFeS、比重は4.61、モース硬度は3.5-4で、結晶は六方晶系である。新鮮な表面は灰褐色だが、空気中では速やかに酸化してブロンズ色となる。
磁硫鉄鉱と組成が似ているが、磁硫鉄鉱と違って強磁性はない。これは、鉄の空位が存在しないからである。

## 産出
単純な組成だが、地球上では珍しい鉱物である。隕石中には普通に存在し、カマサイトやテーナイト中に肉眼的な粒として含まれる。
1862年にグスタフ・ローゼにより、1766年にイタリアへ落下したAlbareto隕石から発見され、この隕石の落下に関する報告書を残したイエズス会士のドメニコ・トロイリにちなみ命名された。